# سرخیو آرلانو استارک
سرخیو آرلانو استارک (انگلیسی: Sergio Arellano Stark); (۱۰ ژوئن ۱۹۲۱ – ۹ مارس ۲۰۱۶) افسر نظامی اهل شیلی بود. او جوخه ای به نام کاروان مرگ را رهبری می‌کرد، که به واسطهٔ تردد توسط هلی کوپتر، ۹۷ نفر از مردم شیلی را به قتل رساند و باعث تثبیت قدرت آگوستو پینوشه بر شیلی شد.

## زندگی‌نامه
آرلانو استارک در روز ۱۰ ژوئن ۱۹۲۱، در سانتیاگو بدنیا آمد، او به سرعت سلسله مراتب نظامی را طی کرد. آرلانو در کالج فرماندهی و ستاد کل ارتش فورت لون‌وورت، کانزاس آموزش دید. در دههٔ ۱۹۶۰، دستیار رئیس‌جمهور ادواردو فرای مونتالوا بود و در اسپانیا خدمت کرد.
آرلانو استارک، یکی از افسران کلیدی درگیر در کودتای ۱۱ سپتامبر، ۱۹۷۳ بود که رئیس‌جمهور منتخب مردمی، سالوادور آلنده را سرنگون کرد و منجر به قدرت رسیدن پینوشه گردید. بعد از کودتا، او جوخه ای از افراد منتخب را تدارک دید تا به مدت دو ماه، از شهری به شهر دیگر رفت تا مخالفین حکومت جدید دیکتاتوری را بیابد. هر بار که متمردین به قتل می‌رسیدند، نام آنها از فهرست حذف می‌شد. تخمین زده می‌شود که «کاروان مرگ»، ۷۵ زندانی سیاسی را به قتل رسانده‌است. جوخه هلیکوپتر، چند فرمانده ارتش را که در حال برنامه‌ریزی برای رژه بزرگ بودند و انتظار بهره‌گیری از سلاح‌های سنگین را نداشتند، غافلگیر کرد. به سربازان فرمان داده شد که قتل‌ها را بدون تأخیر انجام دهند و اجساد در چاه‌های عمودی معدن یا در بیابان آتاکاما رها شدند.